# Loxilobus pullus
Loxilobus pullus är en insektsart som först beskrevs av Bolívar, I. 1887.  Loxilobus pullus ingår i släktet Loxilobus och familjen torngräshoppor. Inga underarter finns listade i Catalogue of Life.